# The Nylon Curtain (àlbum)
The Nylon Curtain és el vuitè àlbum d'estudi de Billy Joel. Va ser publicat per CBS en 1982 i produït per Phil Ramone.
Va ser el setè àlbum més venut del 1982, amb dos milions de vendes, només, als Estats Units. Va ser un dels primers àlbums en ser gravat, mesclat i masteritzat digitalment.
L'àlbum és possiblement més conegut per portar l'atenció mundial a Allentown, Pennsilvània. En la cançó «Allentown», la principal, Billy Joel canta enmig del crac de la indústria d'aquesta ciutat de l'est de Pennsilvània. «Allentown» es va possicionar en dissetè lloc en el Billboard Hot 100 de 1982 i va ser una de les cançons més sonades a la ràdio a començaments dels anys 1980, juntament amb un altre èxit Top 20, «Pressure».
L'àlbum és considerat pels seguidors i pels crítics com una peça mestra i l'àlbum més ambiciós de Billy Joel.

## Llista de cançons
Totes les cançons per Billy Joel.
1. «Allentown» – 3:52
2. «Laura» – 5:05
3. «Pressure» – 4:40
4. «Goodnight Saigon» – 6:30
5. «She's Right on Time» – 4:14
6. «A Room of Our Own» – 4:04
7. «Surprises» – 3:26
8. «Scandinavian Skies» – 6:00
9. «Where's the Orchestra?» – 5:47